# Brașov Challenger 2013
Il Brașov Challenger 2013, noto anche come BRD Brașov Challenger, è stato un torneo di tennis facente parte della categoria ATP Challenger Tour nell'ambito dell'ATP Challenger Tour 2013. È stata la 18ª edizione del torneo che si è giocata a Brașov in Romania dal 2 all'8 settembre 2013 su campi in terra rossa e aveva un montepremi di 30 000 €+H.

## Partecipanti singolare

### Teste di serie
| Nazionalità | Giocatore             | Ranking* | Testa di serie |
| ----------- | --------------------- | -------- | -------------- |
| Austria     | Andreas Haider-Maurer | 88       | 1              |
| Romania     | Adrian Ungur          | 105      | 2              |
| Germania    | Julian Reister        | 117      | 3              |
| Serbia      | Dušan Lajović         | 144      | 4              |
| Ucraina     | Oleksandr Nedovjesov  | 153      | 5              |
| Spagna      | Pere Riba             | 156      | 6              |
| Regno Unito | James Ward            | 174      | 7              |
| Italia      | Thomas Fabbiano       | 176      | 8              |

- Ranking al 26 agosto 2013.

### Altri partecipanti
Giocatori che hanno ricevuto una wild card:
- Patrick Ciorcilă
- Florin Mergea
- Dragoș Cristian Mîrtea
- Andrei Pătrui

Giocatori che sono passati dalle qualificazioni:
- Maxim Dubarenco
- Kyle Edmund
- Mathias Bourgue
- Teodor-Dacian Crăciun
- Oliver Golding (lucky loser)

## Vincitori

### Singolare
Andreas Haider-Maurer ha battuto in finale  Gerald Melzer con il punteggio di 6(9)–7,6–4, 6–2

### Doppio
Oleksandr Nedovjesov /  Jaroslav Pospíšil hanno battuto in finale  Teodor-Dacian Crăciun /  Petru-Alexandru Luncanu con il punteggio di 6–3, 6–1